# Tweener
Tweener – termin w koszykówce, czasami uznawany za pozycje koszykarską. Jest to zawodnik mogący grać z powodzeniem jako każdy ze skrzydłowych: zarówno small forward, jak i power forward. Tweener to także obrońca: point guard i shooting guard. Zawodnik ten bez problemu gra na obu tych pozycjach. Pochodzi od tween - ściągnięcia od angielskiego between, co można tłumaczyć jako pośrodku, pomiędzy.